# Cerastium glomeratum
Cerastium glomeratum là loài thực vật có hoa thuộc họ Cẩm chướng. Loài này được Thuill. mô tả khoa học đầu tiên năm 1799.